# Rodrigo Mancha
Rodrigo Marcos dos Santos, mais conhecido como Rodrigo Mancha (Curitiba, 16 de junho de 1986), é um ex-futebolista brasileiro que atuava como volante ou zagueiro.

## Carreira
Começou a carreira nas categorias de base do Coritiba Foot Ball Club, onde ganhou fama após ser campeão da Série B em 2007, ao lado de uma talentosa equipe formada por Henrique, Keirrison, Pedro Ken e Marlos.
Considerado como uma das maiores revelações da equipe, foi pretendido por diversos outros times, e em julho de 2009, foi negociado com o Santos FC. Pelo Coxa, disputou 89 partidas marcando 7 gols. 
Em sua primeira temporada no Santos não se destacou e foi reserva na maioria dos jogos.
Depois do jogo contra o Grêmio pelas semifinais da Copa do Brasil de 2010, onde o Santos vencia por 2 x 0 até a entrada de Rodrigo Mancha em campo, que com dois erros seguidos possibilitou ao Grêmio empatar o jogo, o jogador foi afastado e, em 27 de maio de 2010, foi negociado por empréstimo com o Grêmio Prudente. Pelo clube, foi rebaixado para a Série B.
Em janeiro de 2011, o jogador foi devolvido ao Santos e em seguida emprestado ao Botafogo por uma temporada.
Em junho de 2011, com a saída de Elkeson do Vitória rumo ao Botafogo, Rodrigo Mancha foi para o clube baiano como parte do negociação, numa espécie de troca. Em seu primeiro ano no clube baiano, fez boas partidas, e apesar de uma grave lesão apenas poucas partidas após sua estreia, foi contratado em definitivo pelo rubro-negro no início de 2012. Neste mesmo ano, fez parte do elenco que garantiu o retorno do Vitória à Série A após dois anos.
No dia 12 de março de 2013, Mancha optou por rescindir seu contrato com o Vitória para acertar com o Oita Trinita, clube do futebol japonês. Este foi seu primeiro clube fora do Brasil.
No dia 14 de dezembro de 2013, foi anunciado com novo jogador do Sport. No dia 17 de janeiro de 2017, rescindiu seu contrato com o Sport.
Em março de 2017, a diretoria do Fortaleza anunciou a contratação do volante.
Em 31 de julho de 2018 anunciou aposentadoria dos gramados.
Atuando na várzea, faturou a Taça Kaiser 2019 pelo Trieste.
No inicio de 2019, o jogador decidiu voltar aos gramados para jogar pelo Independente-PR pela disputa do  Campeonato Paranaense de Futebol - Segunda Divisão 
Em 2023, atuou pelo Milionários Ajax na Taça Paraná, o maior torneio do futebol amador do Estado.

## Títulos
Coritiba
- Campeonato Brasileiro - Série B: 2007
- Campeonato Paranaense: 2008

Santos
- Campeonato Paulista: 2010[21]
- Copa do Brasil: 2010

Sport
- Copa do Nordeste: 2014
- Campeonato Pernambucano: 2014
- Taça Ariano Suassuna: 2015, 2016